# Municipio de Lincoln (condado de Sioux)
El municipio de Lincoln (en inglés: Lincoln Township) es un municipio ubicado en el condado de Sioux en el estado estadounidense de Iowa. En el año 2010 tenía una población de 2698 habitantes y una densidad poblacional de 29,43 personas por km².

## Geografía
El municipio de Lincoln se encuentra ubicado en las coordenadas 43°12′52″N 96°9′26″O / 43.21444, -96.15722. Según la Oficina del Censo de los Estados Unidos, el municipio tiene una superficie total de 91.68 km², de la cual 91,68 km² corresponden a tierra firme y (0 %) 0 km² es agua.

## Demografía
Según el censo de 2010, había 2698 personas residiendo en el municipio de Lincoln. La densidad de población era de 29,43 hab./km². De los 2698 habitantes, el municipio de Lincoln estaba compuesto por el 93,22 % blancos, el 0,3 % eran afroamericanos, el 0,44 % eran amerindios, el 0,67 % eran asiáticos, el 4,67 % eran de otras razas y el 0,7 % eran de una mezcla de razas. Del total de la población el 8,08 % eran hispanos o latinos de cualquier raza.